# یانوویتسه (استان سیلسیان)
یانوویتسه (به لاتین: Janowice) یک روستا در لهستان است که در گمینا بستوینا واقع شده‌است. یانوویتسه ۱٬۵۵۷ نفر جمعیت دارد.